# Ruth Dowman
Ruth Dowman (verheiratete Dickey; * 3. Januar 1930; † 14. September 2018) war eine neuseeländische Weitspringerin und Sprinterin.
Bei den British Empire Games 1950 in Auckland gewann sie im Weitsprung mit 5,74 m Bronze und erreichte über 100 Yards das Halbfinale.